# Juan López (Umweltschützer)
Juan López (* 1978 in Tocoa; † 14. September 2024 ebenda) war ein honduranischer Umweltaktivist und Kommunalpolitiker.

## Leben
López lebte in Tocoa im Departement Colón, wo er als Katechet in der katholischen Kirche San Antonio de Padua wirkte. Als Mitglied der linken Partei Libertad y Refundación (Libre) war er Gemeinderat in Tocoa. Aufgrund wiederholter Morddrohungen erhielt er Ende 2023 von der Interamerikanischen Menschenrechtskommission (CIDH) Schutzmaßnahmen zugesprochen, die jedoch unzureichend umgesetzt wurden. López war verheiratet und hatte eine Tochter. Am 14. September 2024 wurde er von unbekannten Bewaffneten erschossen, als er die Kirche San Antonio de Padua verließ. Sein Tod löste nationale und internationale Bestürzung aus und führte zu erneuten Forderungen nach besserem Schutz für Umweltaktivisten in Honduras. Die Behörden verhafteten kurz darauf mehrere Verdächtige und leiteten Ermittlungen ein.

## Wirken
López engagierte sich gegen Bergbauprojekte in der Region Colón, insbesondere gegen den Eisenerztagebau des Unternehmens Los Pinares, auch bekannt als Ecotek von Lenir Pérez. Dieses Projekt bedrohte seit über einem Jahrzehnt das Einzugsgebiet der Flüsse Guapinol und San Pedro sowie einen angrenzenden Nationalpark. Als Koordinator des Comité Municipal por la Defensa de los Bienes Comunes y Públicos (CMDBCP) setzte er sich für den Schutz der natürlichen Ressourcen und der lokalen Gemeinschaft ein. Neben seinem Umweltengagement war López politisch aktiv und forderte kurz vor seinem Tod den Rücktritt des Bürgermeisters von Tocoa, Adán Fúnez, aufgrund angeblicher Verbindungen zum Drogenhandel. In einem Interview mit der Nachrichtenagentur AFP im Jahr 2021 äußerte er sich zu den Gefahren für Umweltschützer in Honduras: „Wenn man sein Zuhause verlässt, hat man immer im Kopf, dass man nicht weiß, was passieren wird und ob man zurückkehren wird.“